# サルコシン
サルコシン（sarcosine）またはN-メチルグリシン（英: N-methylglycine, NMG）は、筋肉やその他体内組織に見られる天然のアミノ酸で、コリンからグリシンへの代謝中間体である。

## 概要
摂食されたコリンやベタイン、グリシン、メチオニンの代謝により形成し、速やかにグリシンに分解される。タンパク質の構成要素となる。
グルタチオン、クレアチン、プリン類およびセリンの代謝源などの生理学的過程において重要な役割を果たす。一般的なヒトの血清中のサルコシン濃度は1.59 ± 1.08 nM（ナノモーラー）である。
実験室では、クロロ酢酸とメチルアミンから合成することができる。

## 含む食品
サルコシンが含まれる食品には、卵黄、シチメンチョウ、ハム、野菜、豆類などがある。

## 利用
甘味を持ち水に溶けるため、生分解性界面活性剤や歯磨き粉などに使われている。

## 生合成と代謝
サルコシンデヒドロゲナーゼによりグリシンに代謝され、
グリシン-N-メチルトランスフェラーゼ(GNMT)により
グリシンから合成される。

## 機能
サルコシンはグリシン再取り込み阻害薬として働き、NMDA受容体の活性を調節する作用があると考えられている。

## 研究

### うつ病
ラットの実験でサルコシンはシタロプラムに劣らない抗うつ作用を示した。

### 統合失調症
いくつかのエビデンスは、統合失調症の治療においてクロザピンを除く多くの抗精神病薬に対して効果的かつ忍容性の高いアジュバントであることを示唆しており、陽性症状と陰性症状の両方で大幅な症状改善を示している。別の研究では、統合失調症の患者に対して2g/日のサルコシン投与にて20%以上の抗精神病作用を示した。